# Peraglyphis anaptis
Peraglyphis anaptis es una especie de polilla del género Peraglyphis, subfamilia Tortricinae, orden Lepidoptera.

## Distribución
Se distribuye por Oceanía: Australia (Tasmania).

## Taxonomía
Fue descrita por Meyrick en 1910 y publicada en Proceedings of the Linnean Society of New South Wales 35: 269.